# Cyrtopodion kachhensis
Cyrtopodion kachhensis är en ödleart som beskrevs av  Ferdinand Stoliczka 1872. Cyrtopodion kachhensis ingår i släktet Cyrtopodion och familjen geckoödlor.

## Underarter
Arten delas in i följande underarter:
- C. k. ingoldbyi
- C. k. kachhensis